# Dino Dan
Dino Dan è una serie televisiva creata e diretta da J.J. Johnson. Si tratta di una serie a tecnica mista che combina live action con dinosauri in CGI.

## Trama
Dino Dan segue le avventure di un ragazzino di 10 anni di nome Dan Henderson, soprannominato Dino Dan dai suoi amici per la sua passione per i dinosauri. La cosa straordinaria è però che Dan è l'unico in grado di vedere intorno a sé i dinosauri. Se essi siano reali o frutto della sua immaginazione non si sa, quello che è certo è che insieme a loro Dan vive una serie di straordinarie avventure.

## Episodi
- Pollo o dinosauro (The Chicken or the Dino)
- Ossa di dinosauro (Bones in the Backyard)
- Il potere della maschera (Masked Confusion)
- Segnale di allarme (Trouble Clef)
- Un dinosauro sotto il letto (There's a Compsognathus Under My Bed)
- Pterosauro Volante (Art for Pterosaurs' Sake)
- Denti preziosi (Tooth or Consequences)
- Dino Ghiaccioli (Dinosicles)
- Il dinosauro misterioso (The Case of the Mystery Dino)
- Gasosauro (Gas-o-saurus)
- Tiri e ruggiti (He Shoots, He Roars)
- Una coda di neve (A Winter Tail)
- Uno pterosauro in casa (A Pterosaur in the House)
- Il nido di triceratopo (A Model Dino)
- Guarda e impara (Copy Dino)
- Ladro di merende (Lunch Bag Bandit)
- Dino Ammaccatura (Dino Dent)
- Fervida immaginazione (Active Imagination)
- Dino-Trappola (Dino Trap)
- Il Grande Spinosauro Cattivo (Big Bad Spinosaurus)
- Name-a-saurus
- Caccia al dinosauro (Where's Dino?)
- (Moody Dino)
- Dinosauro animato (Stop-Motion Dino)
- ('Twas a Dinosaur)
- Fuggire o non fuggire (To Flee or Not to Flee)
- Il dinosauro volubile (Fishing for Dinosaurs)
- La poesia di Natale (Dino Doug)
- (Dino Trackers)
- Il sonno del T-Rex (T-Rex Bedtime)
- (To Catch a Dino)
- (Cops & Dinos)
- Dino Party (Dino Party)
- Lezioni di volo (Training Wings)
- Lo zoo preistorico (Prehistoric Zoo)
- (Ready? Set? Dino!)
- Il colpevole è il dinosauro (The Dino Did It)
- (Air Dino)
- Il Dino-abbeveratoio (Dino Watering Hole)
- La Dino Danza (Dino Dance)
- (Captain Cory)
- (Dino Race)
- Testa dura e collo lungo (Hard Hat, Long Neck)
- Un grugnetto perfetto (A Roaring Good Time)
- Mini-dino (Mini Dino)
- Tre piccole paleontologhe (The Three Little Paleontologists)
- Dino-Strike (Dino Strike!)
- (Nothing But the Tooth)
- Un dinosauro alla fattoria (Down on the Farm)
- La macchina del tempo (The Time Traveler's Dino)
- Al museo con i dinosauri (Where the Dinosaurs Are)
- (Winter Vacation)

## Premi e riconoscimenti
| Anno | Premio               | Categoria                                                                                                 | Risultato       |
| ---- | -------------------- | --- | --------------- |
| 2010 | Gemini Awards        | Migliori effetti visivi                                                                                   | Candidato/a     |
| 2010 | Gemini Awards        | Miglior serie prescolare                                                                                  | Candidato/a     |
| 2010 | Premio Shaw Rocket   | - | Vincitore/trice |
| 2011 | Young Artist Award   | Outstanding Young Ensemble in a TV Series                                                                 | Vincitore/trice |
| 2011 | Young Artist Award   | Miglior performance in una serie televisiva - Giovane attore protagonista (Jason Spevack)                 | Candidato/a     |
| 2011 | Young Artist Award   | Miglior performance in una serie televisiva - Giovane attrice ricorrente di anni 11-16 (Jaclyn Forbes)    | Candidato/a     |
| 2011 | Young Artist Award   | Miglior performance in una serie televisiva - Giovane attore ricorrente (Ricardo Hoyos)                   | Candidato/a     |
| 2011 | Young Artist Award   | Miglior performance in una serie televisiva - Giovane attrice ricorrente di anni 11-16 (Keana Bastidas)   | Candidato/a     |
| 2011 | Young Artist Award   | Miglior performance in una serie televisiva - Giovane attrice ricorrente di anni 11 o meno (Sydney Kuhne) | Candidato/a     |
| 2011 | Gemini Awards        | Miglior regia (J.J. Johnson)                                                                              | Candidato/a     |
| 2011 | Gemini Awards        | Miglior serie prescolare                                                                                  | Candidato/a     |
| 2012 | KIDSCREEN Awards     | Best One-Off, speciale o TV Movie                                                                         | Vincitore/trice |
| 2013 | Youth Media Alliance | Miglior programma televisivo                                                                              | Candidato/a     |

## Differenze dalla realtà
- In un episodio il T-rex e lo Spinosauro si sfidano a una gara di velocità, dove vince il T-rex. Ma in realtà lo Spinosauro era più veloce del T-rex (lo Spinosauro correva a 60 km/h, mentre il T-rex a 40 km/h).